# Aldo Aymonino (generale)
Aldo Aymonino (Napoli, 20 aprile 1880 – Roma, 16 gennaio 1946) è stato un generale italiano, che fu l'undicesimo Comandante generale della Regia Guardia di Finanza, ricoprendo tale incarico dal 26 gennaio 1941 al 12 marzo 1945.

## Biografia
Nacque a Napoli il 20 aprile 1880, figlio di Carlo e Matilde Stefani. Iniziò la carriera nel 1899, arruolandosi nel Regio Esercito assegnato all'arma di cavalleria in forza al presso il Reggimento "Lancieri di Novara" (5º). Frequentata la Scuola di guerra, prestò servizio di Stato maggiore presso il Corpo di Stato Maggiore, il IX Corpo d'armata e la Divisione militare di Milano.
Partecipò quindi al guerra italo-turca ed alla prima guerra mondiale, nel corso della quale fu successivamente in servizio presso la 4ª Divisione di cavalleria, Sottocapo di Stato maggiore del IX Corpo d'armata e addetto al Comando Supremo.
Colonnello nel 1918, comandò dapprima il Reggimento "Savoia Cavalleria" (3º), assumendo poi la carica di capo di Stato Maggiore del Corpo d'armata di Roma.
Generale di Brigata, resse il 3º Comando Supremo di Cavalleria e fu capo del Servizio Ippico e Veterinario del Ministero della Guerra; Generale di Divisione, comandò la 101ª Divisione motorizzata "Trieste" e la 2ª Divisione Celere "Emanuele Filiberto Testa di Ferro", finché fu nominato 1° aiutante di campo del Principe di Piemonte.
Promosso generale di corpo d'armata, tenne il comando del Corpo d'armata di Firenze, dal quale passò a quello del VII Corpo d'armata, mobilitato per le operazioni di guerra alla frontiera occidentale.
Il 26 gennaio 1941 assunse il comando della Regia Guardia di Finanza che tenne fino al 12 marzo 1945.
Il periodo del suo comando coincise con l'epoca più travagliata della storia d'Italia di questi ultimi anni, sicché soltanto un comandante dotato di larghe risorse poteva adeguare l'azione della Guardia di Finanza alle penetranti influenze esercitate dalla situazione sul complesso organismo, di cui ogni settore fu oggetto delle sue cure e della sua opera sagace ed accorta. Si spense a Roma il 16 gennaio 1946.

### Fonti
1. ↑  Guardia di Finanza.
2. ↑  Gazzetta Ufficiale del Regno d'Italia n.43 del 21 febbraio 1936, p.482.
3. ↑  Gazzetta Ufficiale del Regno d'Italia n.43 del 21 febbraio 1936, p.483.